# Westhafen-Verbindungskanal
Der Westhafen-Verbindungskanal (WVK) ist ein 240 m langer Kanal in Berlin. Er entstand in der zweiten Hälfte des 19. Jahrhunderts zusammen mit dem Charlottenburger Verbindungskanal und verband diesen mit dem heutigen Berlin-Spandauer Schifffahrtskanal. Seit dem Bau des Westhafens führt das südliche Ende des Kanals in diesen. Der Kanal wird vom Wasserstraßen- und Schifffahrtsamt Spree-Havel verwaltet.